# Mittlerer Schwarzwald bei Hornberg und Schramberg
Mittlerer Schwarzwald bei Hornberg und Schramberg este o arie protejată (arie specială de conservare — SAC, sit de importanță comunitară — SCI) din Germania întinsă pe o suprafață de 770,48 ha, integral pe uscat.

## Localizare
Centrul sitului Mittlerer Schwarzwald bei Hornberg und Schramberg este situat la coordonatele 48°13′22″N 8°17′15″E / 48.2228°N 8.2875°E.

## Înființare
Situl Mittlerer Schwarzwald bei Hornberg und Schramberg a fost declarat sit de importanță comunitară în ianuarie 2005 pentru a proteja 2 specii de plante și 5 specii de animale. Situl a fost protejat și ca arie specială de conservare în ianuarie 2019.

## Biodiversitate
Situată în ecoregiunea continentală, aria protejată conține 16 habitate naturale: Cursuri de apă de la nivel de câmpie la nivel montan, cu vegetație Ranunculion fluitantis și Callitricho-Batrachion, Pajiști uscate europene, Formațiuni de Juniperus communis pe lande sau pajiști calcaroase, Formațiuni ierboase bogate în specii de Nardus, dezvoltate pe substraturi silicioase în zone montane (și în zone submontane, în Europa continentală), Liziere de ierburi înalte hidrofile de câmpie și de nivel montan până la alpin, Fânețe de joasă altitudine (Alopecurus pratensis, Sanguisorba officinalis), Fânețe montane, Mlaștini turboase de tranziție și turbării mișcătoare, Mlaștini alcaline, Grohotișuri silicioase medio-europene, la altitudine înaltă, Pante stâncoase silicioase cu vegetație casmofită, Roci stâncoase cu vegetație pionieră de Sedo-Scleranthion sau Sedo albi-Veronicion dillenii, Păduri pe pante, grohotișuri și ravene de Tilio-Acerion, Mlaștini împădurite, Păduri aluvionare cu Alnus glutinosa și Fraxinus excelsior (Alno-Padion, Alnion incanae, Salicion albae), Păduri acidofile de Picea de la nivel montan la nivel alpin (Vaccinio-Piceetea).
La baza desemnării sitului se află mai multe specii protejate:
- plante (2): Hamatocaulis vernicosus, Orthotrichum rogeri
- mamifere (2): râs eurasiatic (Lynx lynx), liliac comun (Myotis myotis)
- nevertebrate (1): Austropotamobius torrentium
- pești (2): cicar (Lampetra planeri), somonul (Salmo salar)